# Tennistoernooi van Rosmalen 2000
Het tennistoernooi van Rosmalen van 2000 werd van 19 tot en met 25 juni 2000 gespeeld op de grasbanen van het Autotron Expodome in de Nederlandse plaats Rosmalen, onderdeel van de gemeente 's-Hertogenbosch. De officiële naam van het toernooi was Heineken Trophy.
Het toernooi bestond uit twee delen:
- WTA-toernooi van Rosmalen 2000, het toernooi voor de vrouwen
- ATP-toernooi van Rosmalen 2000, het toernooi voor de mannen

ATP-toernooi van Rosmalen – WTA-toernooi van Rosmalen

1996 · 1997 · 1998 · 1999 · 2000 · 2001 · 2002 · 2003 · 2004 · 2005 · 2006 · 2007 · 2008 · 2009 · 2010 · 2011 · 2012 · 2013 · 2014 · 2015 · 2016 · 2017 · 2018 · 2019 · 2020-2021 · 2022 · 2023 · 2024